# Egon Schiele Art Centrum

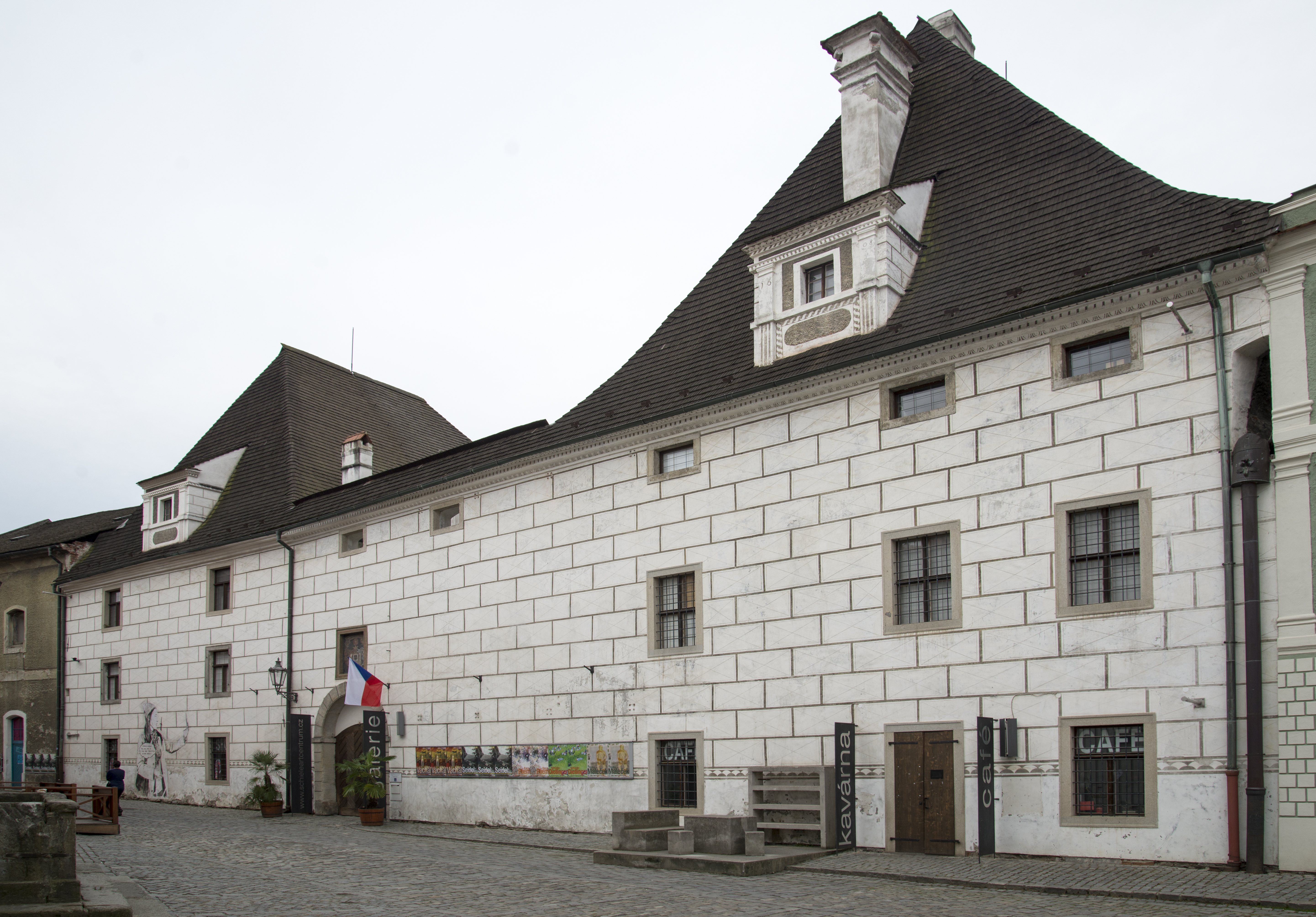
Das Egon Schiele Art Centrum in Český Krumlov, 2015

Das Egon Schiele Art Centrum (ESAC) ist ein Museum und eine Galerie in Český Krumlov (Krumau) in Tschechien. Die private gemeinnützige Organisation befasst sich mit dem österreichischen Maler Egon Schiele (1890–1918), mit klassischer Kunst des 20. Jahrhunderts sowie zeitgenössischer Kunst.

## Geschichte der Gebäude

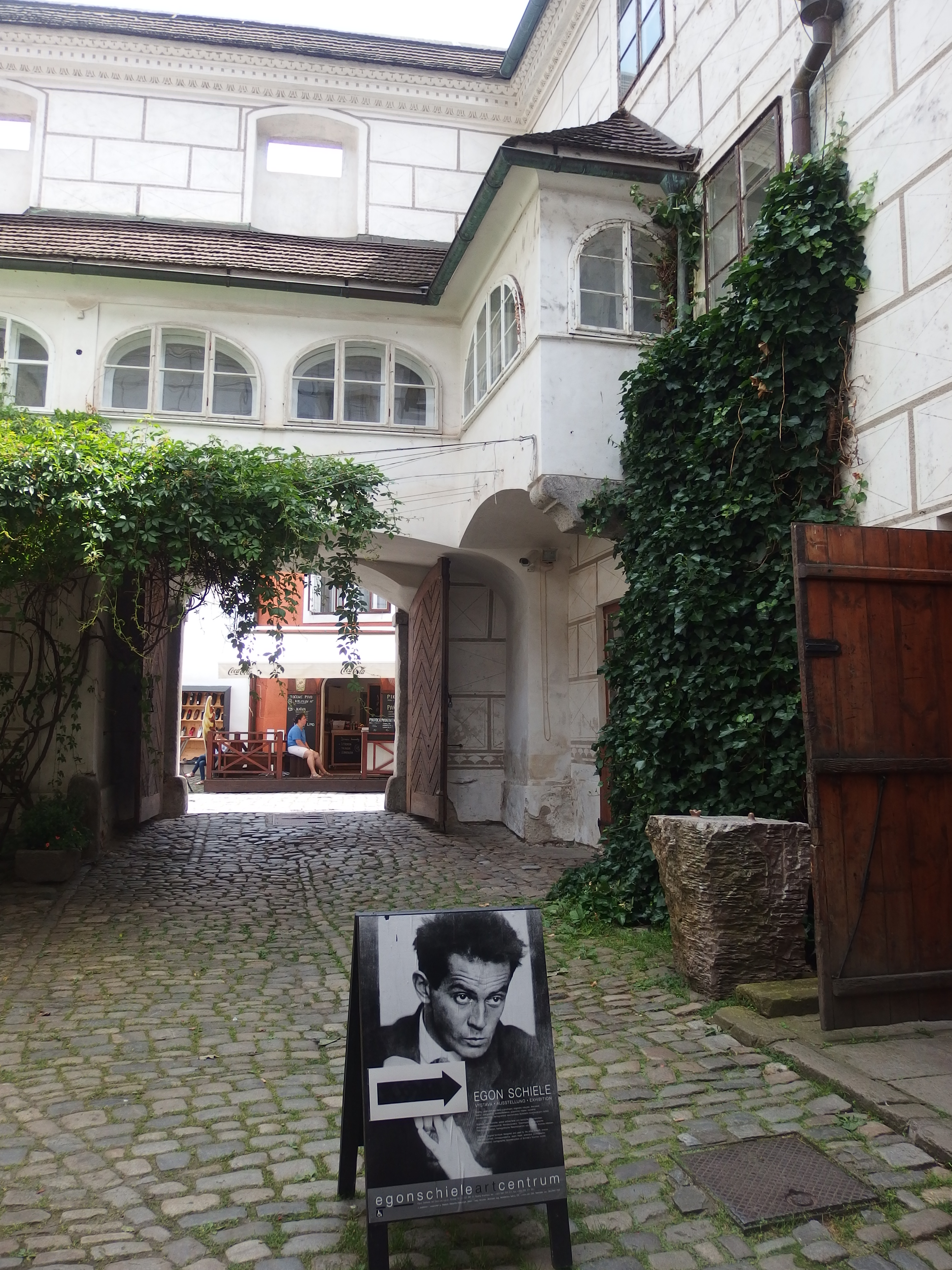
Innenhof
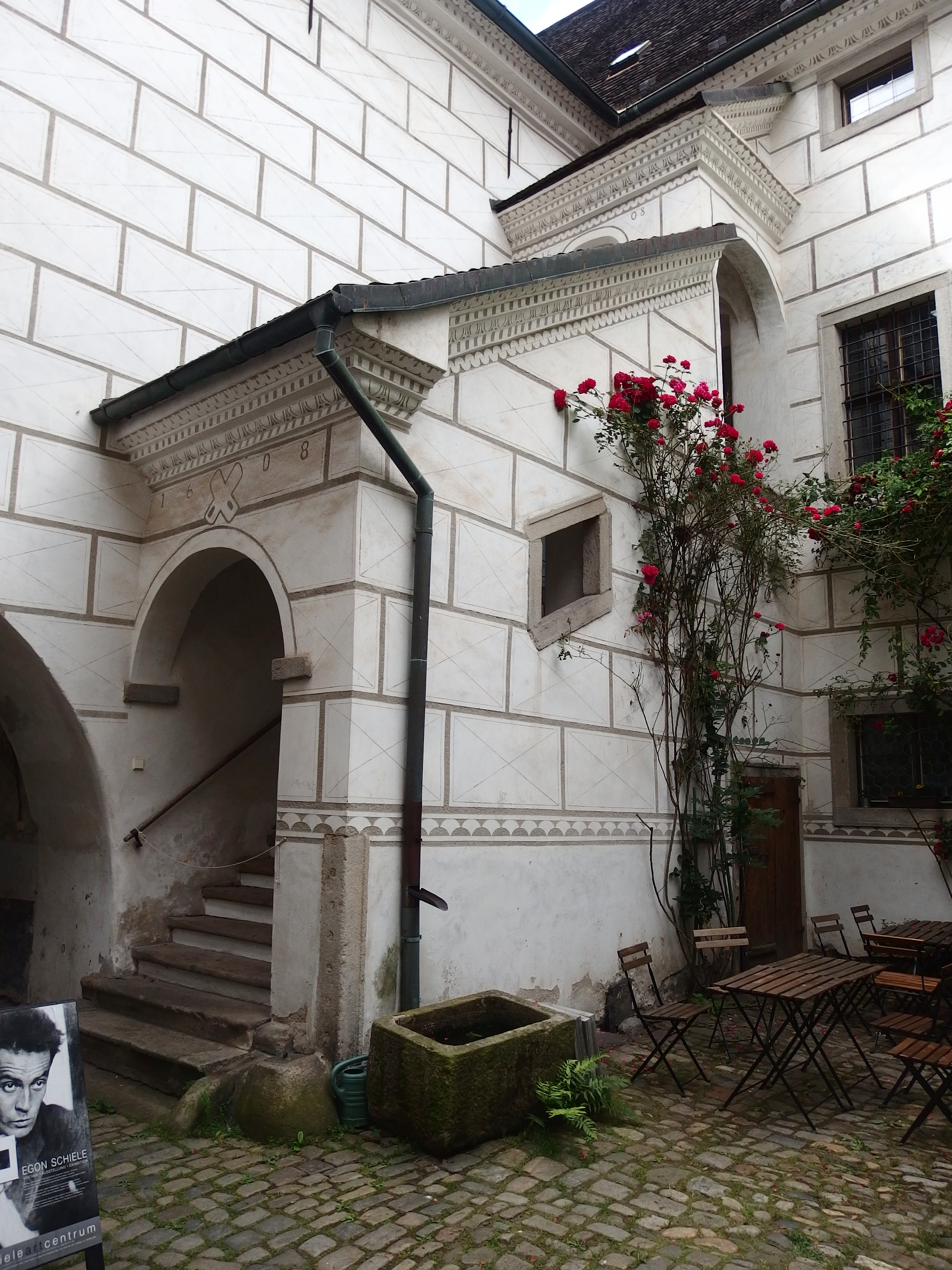
Innenhof
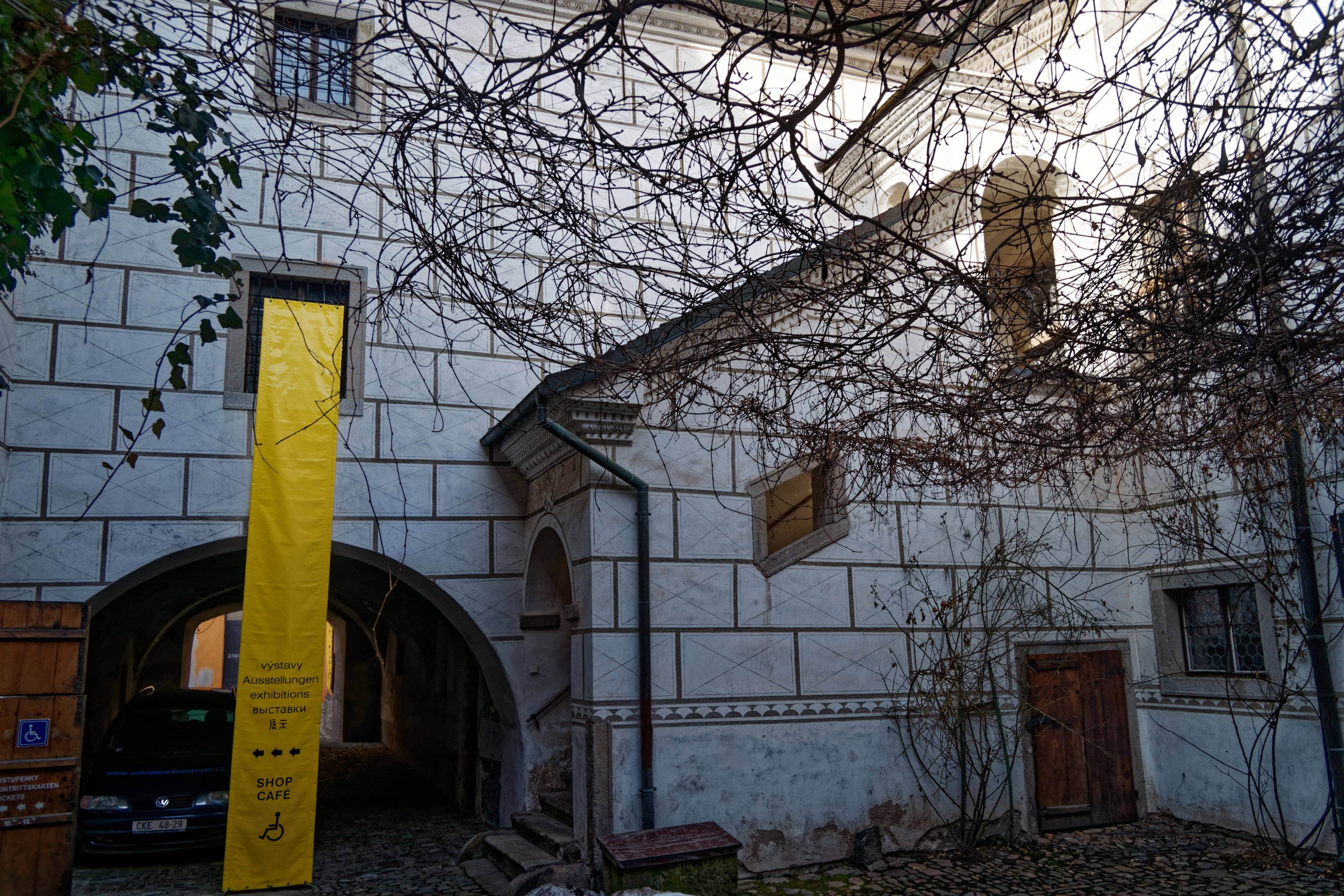
Innenhof

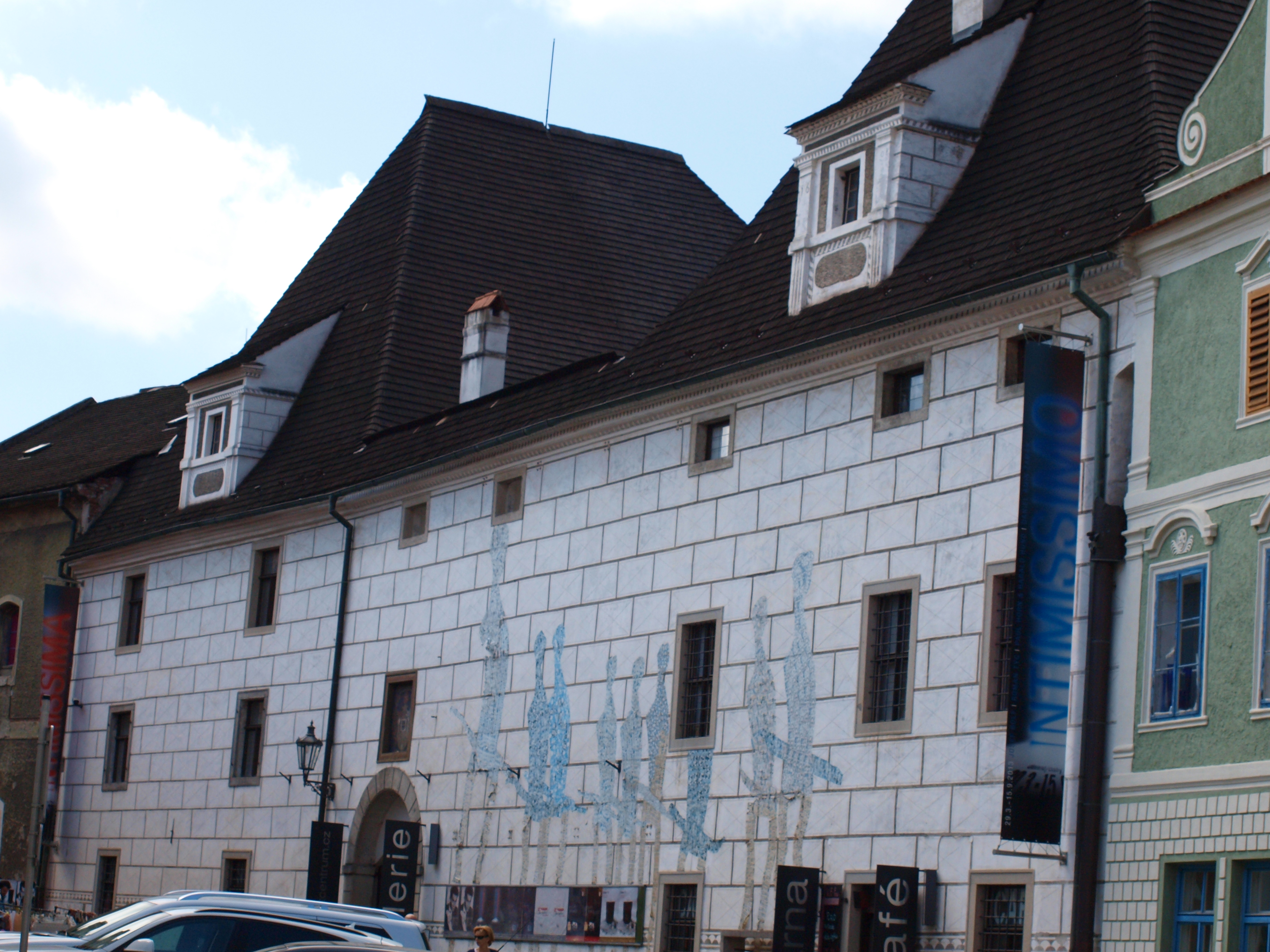
Fassadengestaltung 2013

Das Egon Schiele Art Centrum ist in der ehemaligen Stadtbrauerei untergebracht, die von 1608 bis 1949 in Betrieb war. Am Platz des heutigen Komplexes standen ursprünglich 4 Bürgerhäuser, die von der Stadtverwaltung etappenweise angekauft wurden. Nachdem die Stadt im Jahr 1503 zur Abdeckung der hohen Stadtausgaben die Braugerechtigkeit erlangt hatte, wurde 1523 ein Haus als Mälzerei angekauft, welche die umliegenden bürgerlichen Kleinstbrauereien, die bereits 1347 das Braurecht erhalten hatten, mit Malz versorgte. Zur Erweiterung des Malzbetriebs wurden 1584 das linke Nachbarhaus und 1606 das rechte Nachbarhaus dazugekauft. Nach größeren Umbauarbeiten durch den Ortsmaurermeister Hans Haas und den renommierten Budweiser Baumeister Domenico Benedetto Cometta wurde der eigene Braubetrieb Ende 1608 – damit also noch vor der herrschaftlichen Eggenberger Brauerei im Ortsteil Latrán – aufgenommen.
Bei der Durchnummerierung der Häuser im Jahr 1882 wurde das Haus ganz links noch als eigenständig erachtet und erhielt deshalb die separate Hausnummer 70, während die städtische Brauerei die Nummer 71 trägt.
Das Gebäude besitzt eine einheitliche Sgraffito-Fassade, die im Lauf der Zeit allerdings mehrmals geändert wurde. Während die Brauerei um 1900 noch Sgraffiti mit dunklen, sogenannten diamantenen Schatten besaß, sieht man heute einen schattenlosen Quaderputz.

## Geschichte und Ausstellungen des Art Centrums

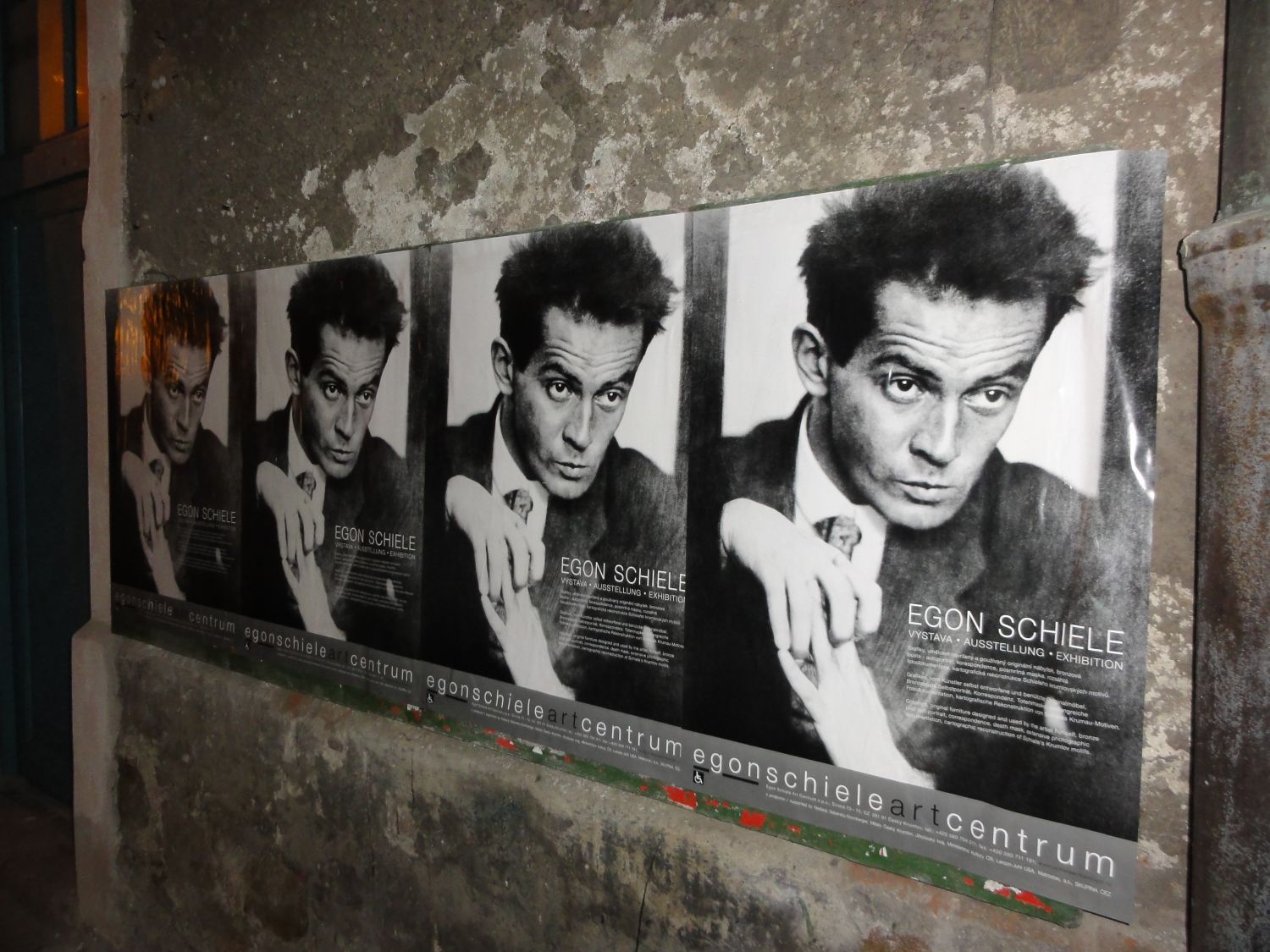
Plakat Egon Schiele Art Centrum

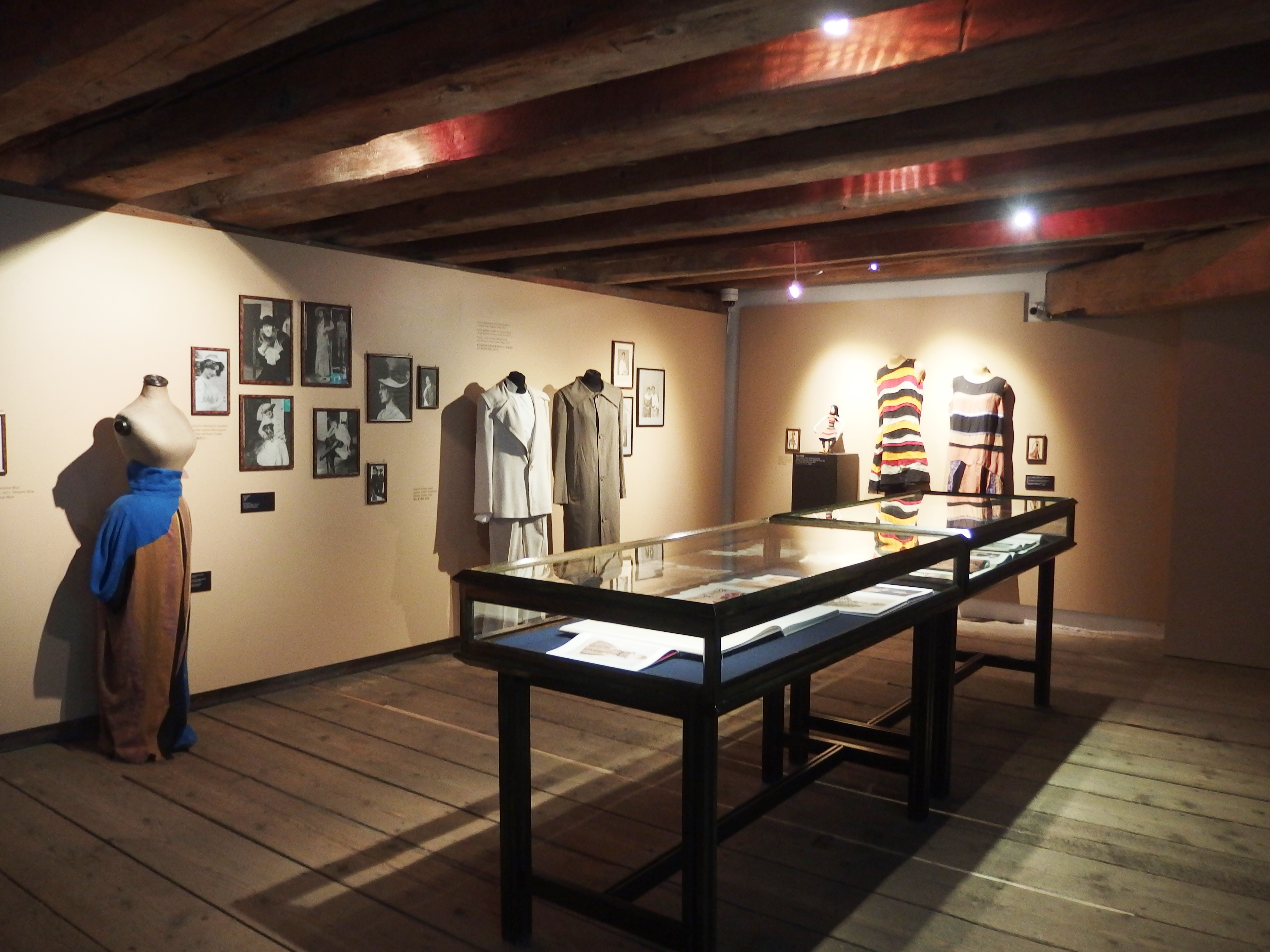
Dauerausstellung

Die Gründung erfolgte im Jahr 1992, seine Gründer kamen aus Tschechien (Hana Jirmusová), Österreich (Gerwald Sonnberger) und den Vereinigten Staaten (Serge Sabarsky). Seit 1993 beherbergt das Art Centrum eine dauerhafte dokumentarische Ausstellung über Schieles Leben und Werk mit Grafiken, Aquarellen und Zeichnungen sowie Exponaten aus seinem persönlichen Nachlass. Ergänzend finden Schwerpunktausstellungen zu seinem Schaffen statt, wie etwa:
- 2020/2021 Josef Seidel (1859-1935) - Krumlov zur Zeit Egon Schieles,  ergänzend zur Dauerausstellung mit Fotografien des Museum Fotoatelier Seidel  aus der Zeit von Schieles Leben unter anderem von Josef Seidel, Josef Wolf (1864–1938) und Wenzel Mick (1872–1951)
- 2010 Ausstellung anlässlich Schieles 120. Geburtstages
- 2002 Egon Schiele und Gustav Klimt – Aquarelle, Zeichnungen aus den Sammlungen der Serge Sabarsky Stiftung New York und der Nationalgalerie in Prag
- 1996 Klimt – Kokoschka – Schiele – 100 Aquarelle und Zeichnungen
- 1993 Egon Schiele – 80 Aquarelle und Zeichnungen aus amerikanischen Privatsammlungen[5]

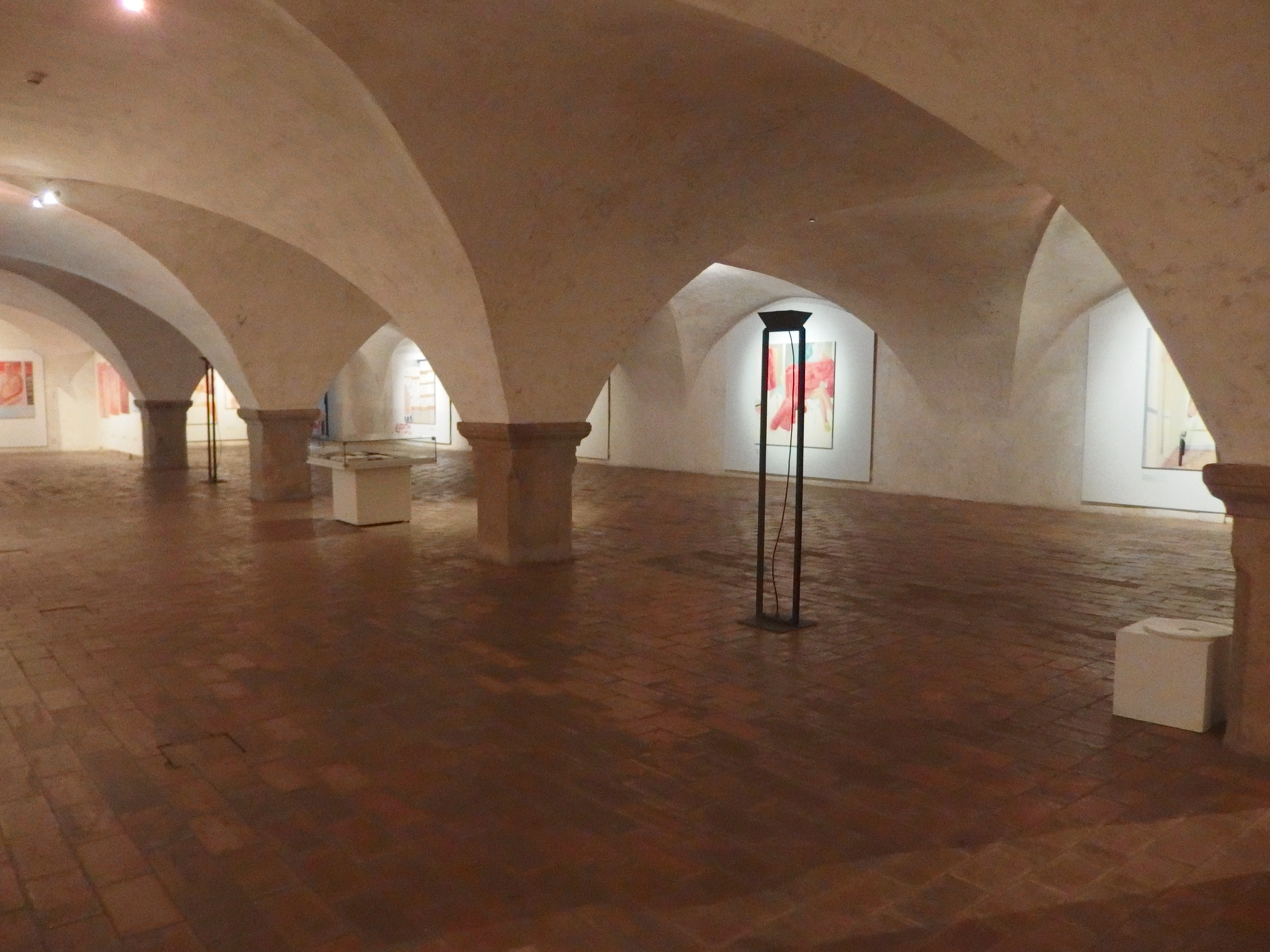
Ausstellungsräume

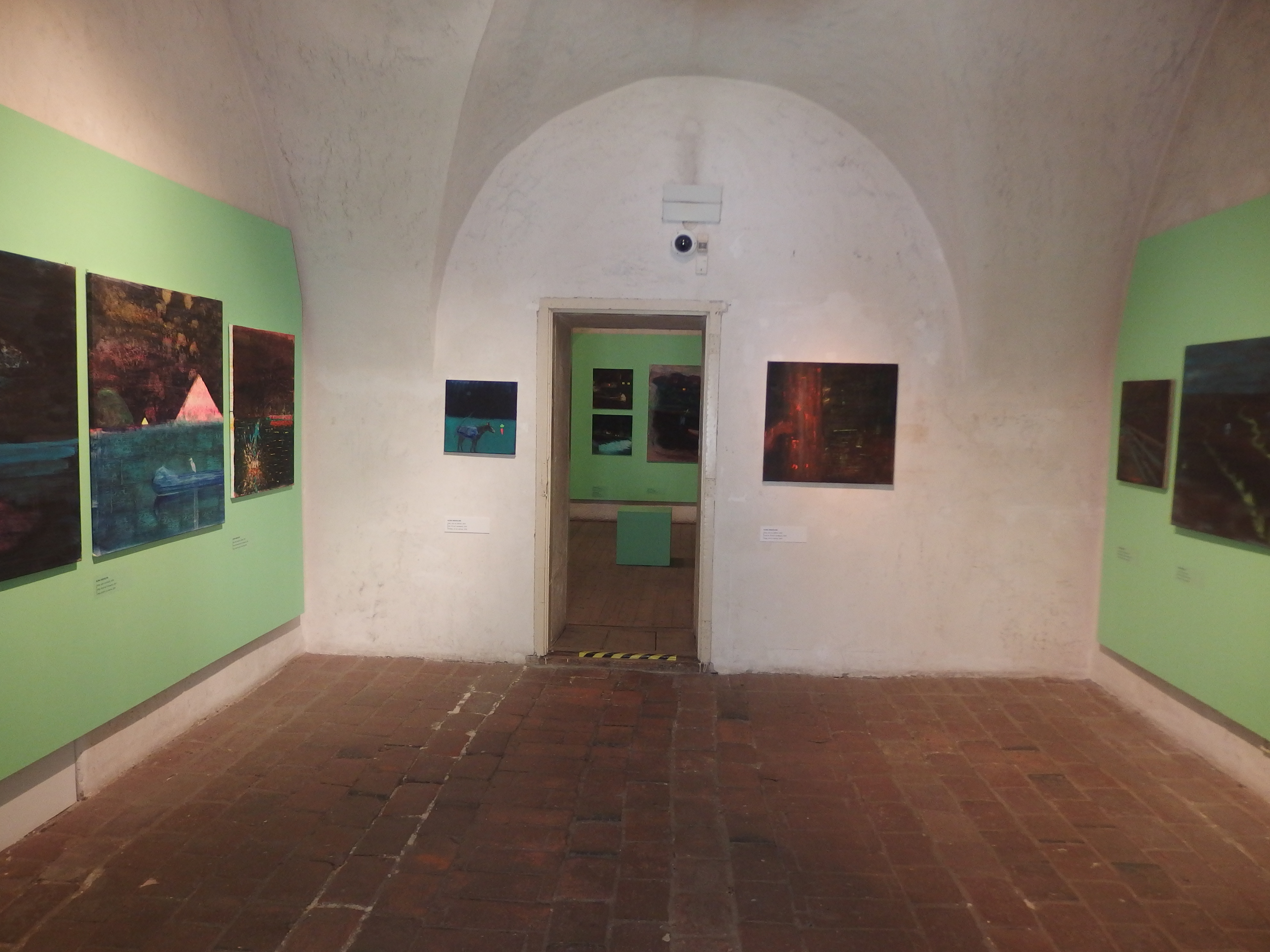
Ausstellungsräume

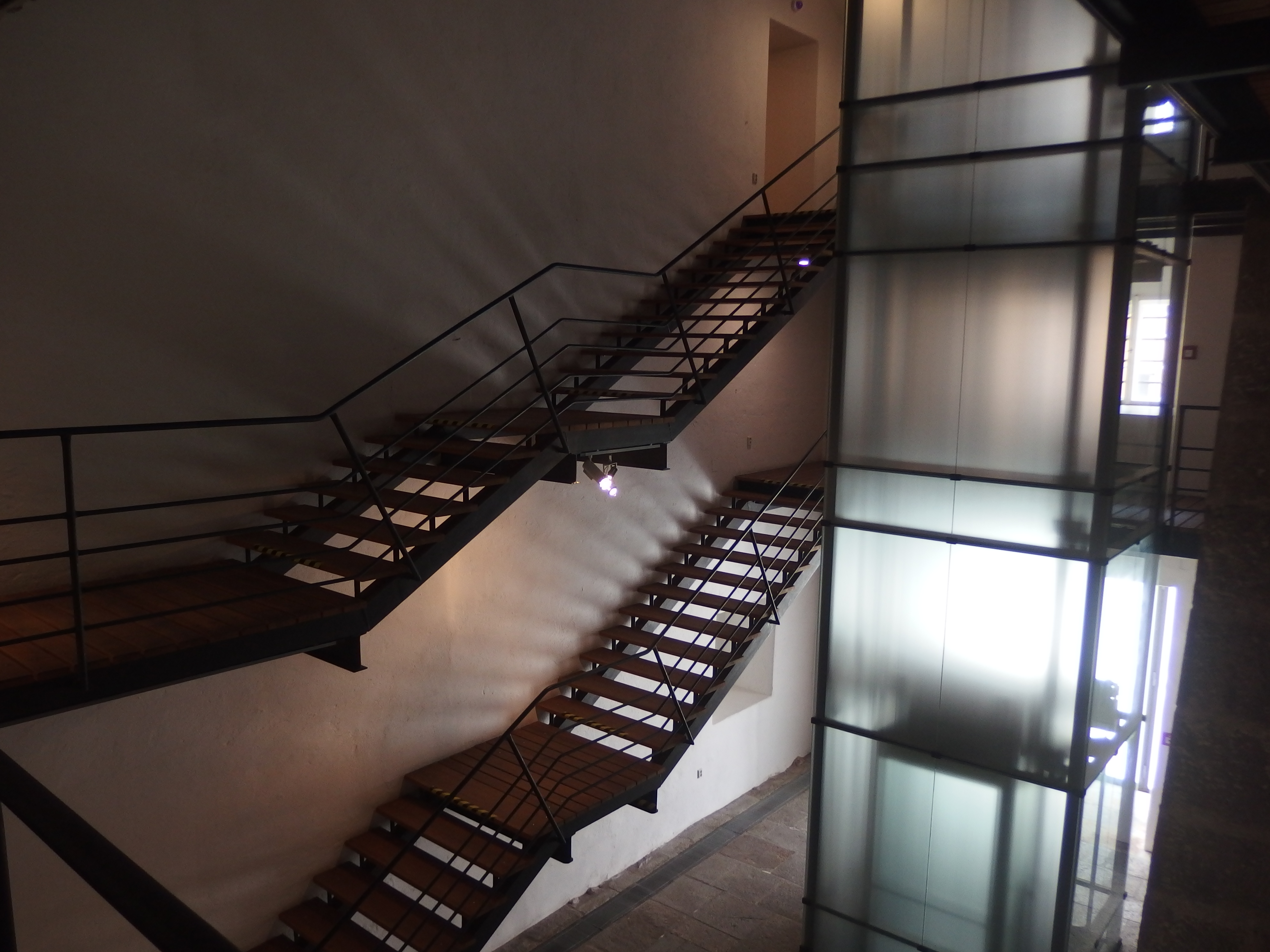

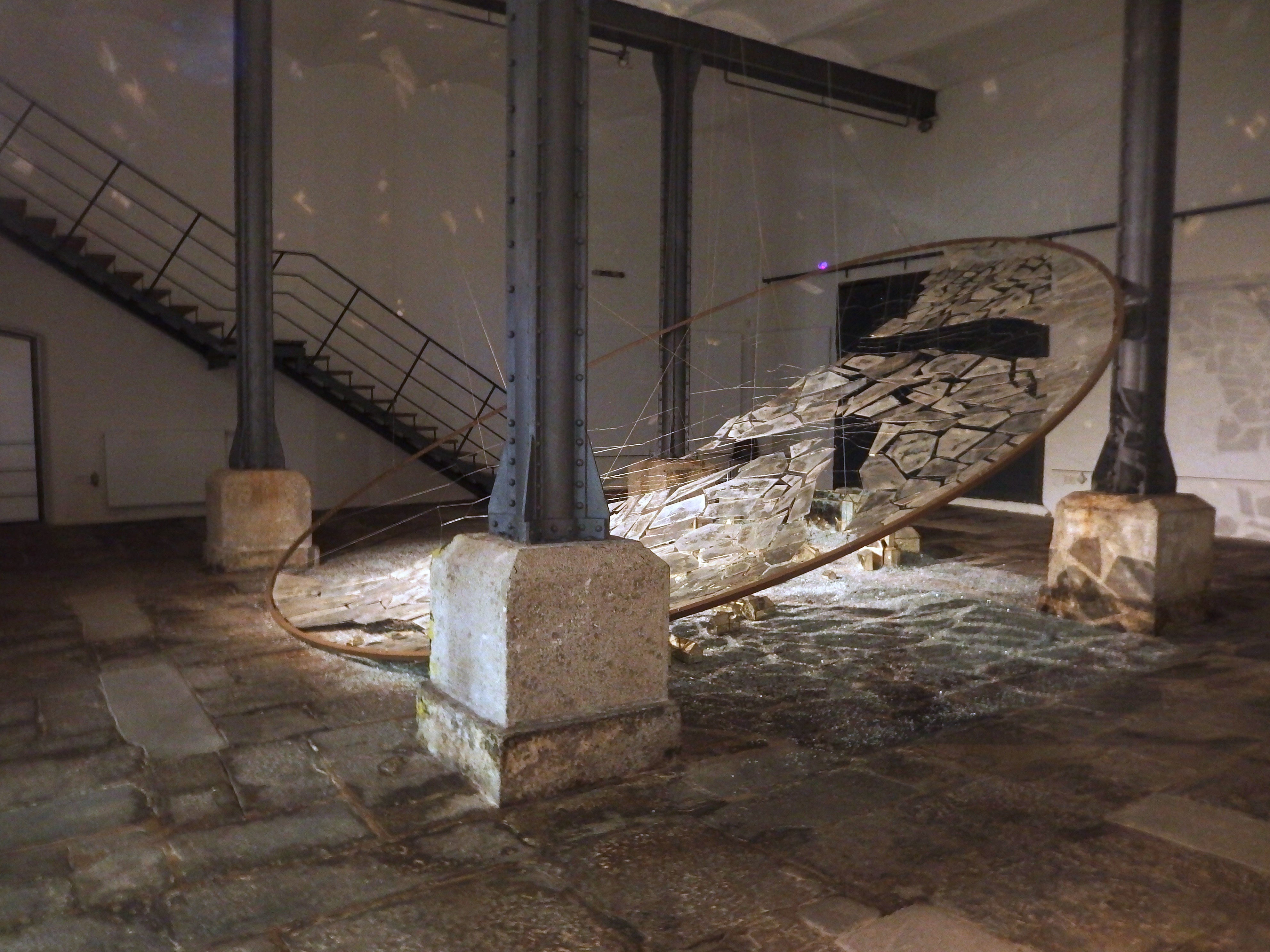

Neben Einzelausstellungen zeigt das Art Centrum Themenausstellungen zu unterschiedlichen Kunstrichtungen und -aspekten, wie etwa:
- 2015/2016 Mysterium Böhmerwald unter anderem mit Werken von Katharina Gierlach, Josef Váchal, Frantisek und Josef Seidel
- 2011 Höhepunkte der Mode: Geschichte des Stöckelschuhs; Kunst und Alltag unter anderem mit Werken von Jiří Kolář und Běla Kolářová
- 2009 Zeitgenössische russische Kunst; Russische Videokunst; Politisches Plakat der UdSSR; Sozialistischer Realismus
- 2008 Die Oper in der Malerei; Traditionelle chinesische Landschaftsmalerei
- 2005 Estnischer Expressionismus; Ausstellung „ohne Barriere“: Kunstwerke für Blinde und Sehbehinderte
- 2001 Tschechische Marionetten; Expressionismus und Meditation – Sammlung Rombold; Russlands zweite Avantgarde[5]

Darüber hinaus werden Werke klassischer Kunst des 20. Jahrhunderts und zeitgenössische Kunst von internationalen und tschechischen Künstlern gezeigt (Auswahl):
- 2025 Alois Riedl: Retrospektive
- 2022 Tets Ohnari: Der Kranich
- 2021 Kateřina Šedá: UNES-TO
- 2020 Tets Ohnari: J - home
- 2019 Kateřina Šedá: UNES-CO
- 2017 Pavel Brázda: Retrospektive; M. S. Bastian & Isabelle L.: Bastokalypse & Bastomania
- 2014 Gunter Damisch: Kosmologie
- 2012 Gerald Scarfe: In Bohemia; Vladimír Jiránek: Aber ich weiss es besser
- 2010 Helga Philipp: Poesie der Logik; Robert Schad: Entlang der Linie
- 2009 Hermann Stenner
- 2007 Keith Haring
- 2006 Alberto Giacometti: Paris ohne Ende; Ernst Scheidegger
- 2005 František Skála; Anton Watzl; Aleš Veselý
- 2004 Alfred Kubin: Retrospektive; Karel Hlaváček; Arnold Schönberg; Marc Chagall; Le Corbusier; Milan Knížák
- 2003 Salvador Dalí
- 2002 Max Ernst
- 2001 Miloslav Chlupáč: Retrospektive; František Kupka: Retrospektive; Otto Gutfreund; Max Beckmann
- 2000 Friedl Dicker-Brandeis: Retrospektive
- 1999 Andy Warhol; Eva & Jan Švankmajerovi: Retrospektive; Wolfgang Böhm; Jan Koblasa
- 1998 Alfred Hrdlicka; Alfons Mucha; Hans Fronius: Zyklus Franz Kafka; Otto Dix
- 1997 Václav Havel: "Muttertheater" – Szenische Dokumentation des Wiener Theaterkritikers Hans Haider; Oskar Kokoschka: Wien – Prag; Josef Pillhofer; Rudolf Huber-Wilkoff; Fritz Balthaus
- 1996 Gunter Demnig: Die Mauern von Jericho
- 1995 Pablo Picasso; Lyonel Feininger; Anton Josef Trčka; Arnulf Rainer; Karl Schmidt-Rottluff
- 1994 Paula Deppe; Erwin Reiter; Käthe Kollwitz; Emil Nolde
- 1993 Anton Peschka[5]

## Weitere Projekte
Synagogenrenovierung

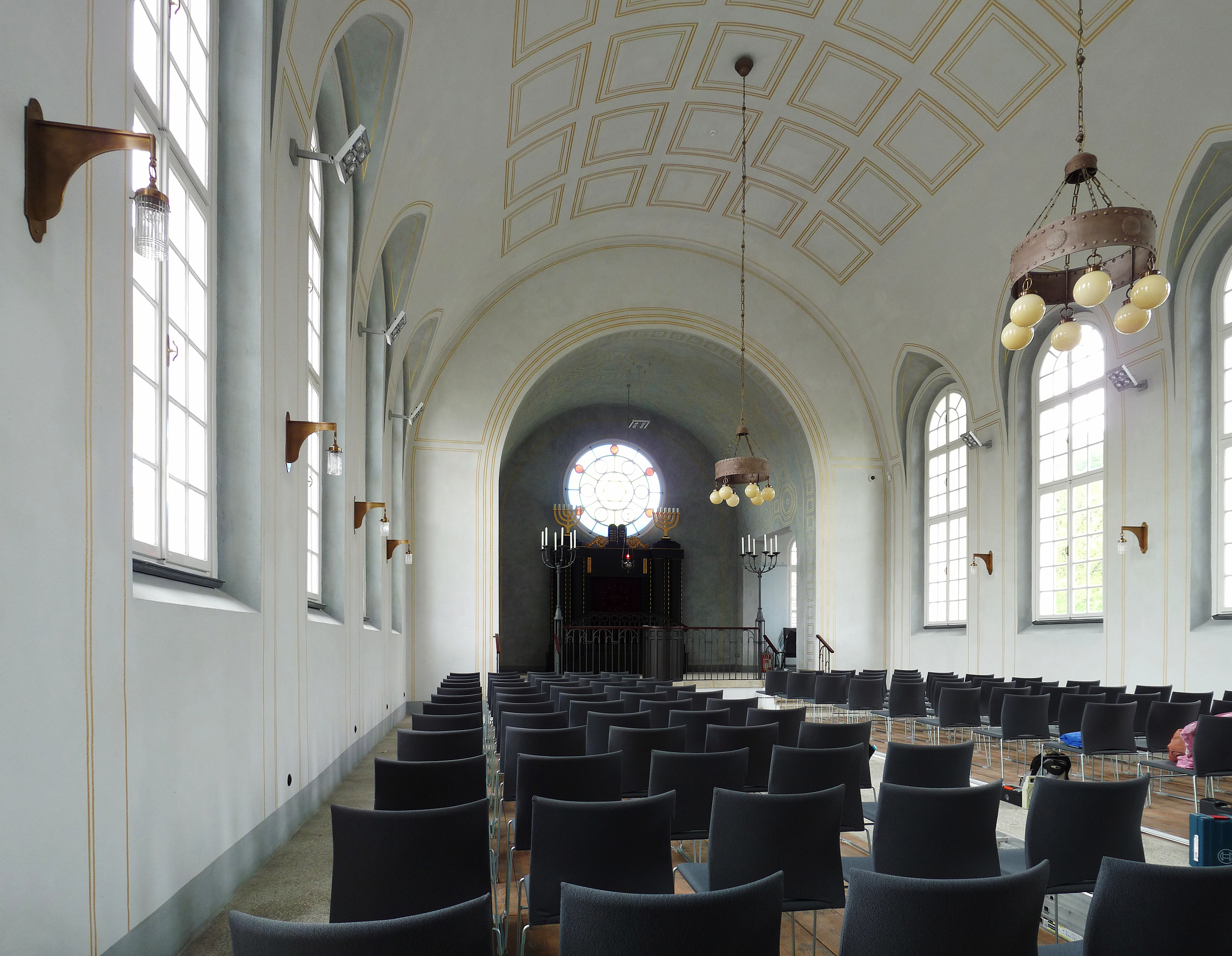
Synagogeninnenraum
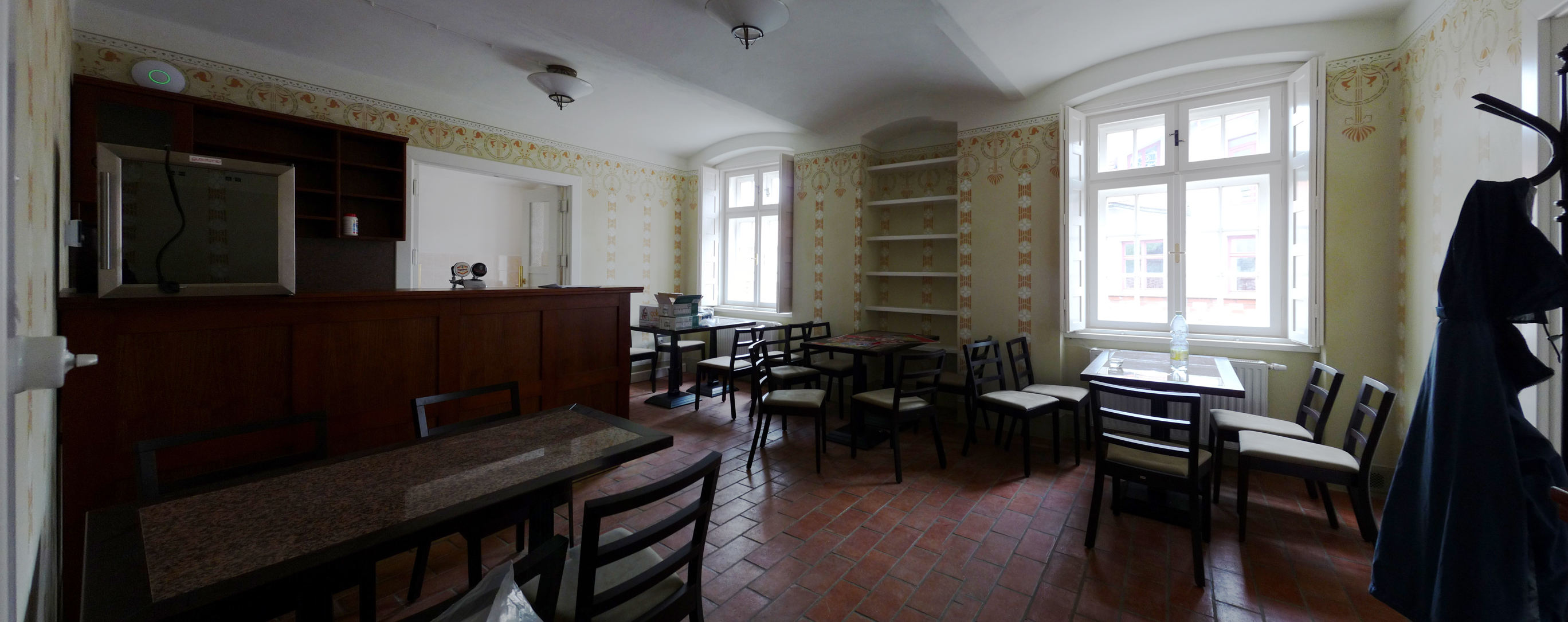
Cafe in der früheren Rabbinerwohnung

Ab 1997 hat die Jüdische Gemeinde in Prag in Zusammenarbeit mit dem Art Centrum die Renovierung der profanierten Synagoge in Český Krumlov durchgeführt, in der Ausstellungen über die jüdische Geschichte der Stadt und bildende Kunst eingerichtet wurden.
Symposien
Im Art Centrum werden regelmäßig internationale Symposien durchgeführt: 
- 2018: Visegrád Symposium + Austria: View of Women 2018, unter anderem mit Alena Anderlová
- 2014: Visegrad Symposium „Zu Ehren von Jiří Kolář“ zum 100. Geburtstag des Künstlers, mit Künstlerinnen und Künstlern aus den Visegrad-Ländern Tschechien, Ungarn, Polen, Slowakei sowie Österreich, darunter Dorota Sadovská und Judit Szabó
- 2013: Symposium 13 –  Künstlerinnensymposium zu Vorgängerinnen aus Kunst und Kultur mit Wurzeln beiderseits der Grenze, unter anderem mit Stanislava Konvalinková, Eva Prokopcová, Christoph Raffetseder, Annerose Riedl, Alois Riedl
- 2011: 2. Visegrad Symposium + Austria: Kunst und Alltag, unter anderem mit  Aleksandra Ska, Zita Attalai, Andrzej Dudek-Dürer, Hajnalka Tarr, Andrej Dúbravský und Hans Polterauer
- 2007: Internationales Symposium Český Krumlov 100 Jahre nach Egon Schiele, unter anderem mit Alena Anderlová, Jan Vičar, Gisela Katzengruber, Manfred Kielnhofer
- 2006: Internationales Symposium Český Krumlov nach der Grenzöffnung – Erinnerungen an Serge Sabarsky, unter anderem mit Miriam Bajtala, Tassilo Blittersdorff, Teodor Buzu, Ritula Fränkel, Nicholas Morris, Miroslav Páral, Edith Platzl, Norbert Trummer[9]

Street art in der Straße Hradební und Krumauer Madonna
Auf der Rückfront des Gebäudes und angrenzenden Hausfassaden in der Straße Hradební finden sich wechselnde Kunstwerke verschiedener Künstler, neben unbekannten auch solche von Tets Ohnari, Roman Týc und Tomáš Vaněk.
Seit Gründung des Art Centrums wird auf der Fassade des rechts angrenzenden Hauses Široká 72 von wechselnden Künstlern eine Installation zum Thema „Krumauer Madonna“ ausgestellt, wie etwa 1994 von ONA B., 2006 von Veronika Bromová, 2007 von Jiří Surůvka, 2008 von Antonín Střížek, 2018 von Roman Týc und 2025 von Bernadette Huber.

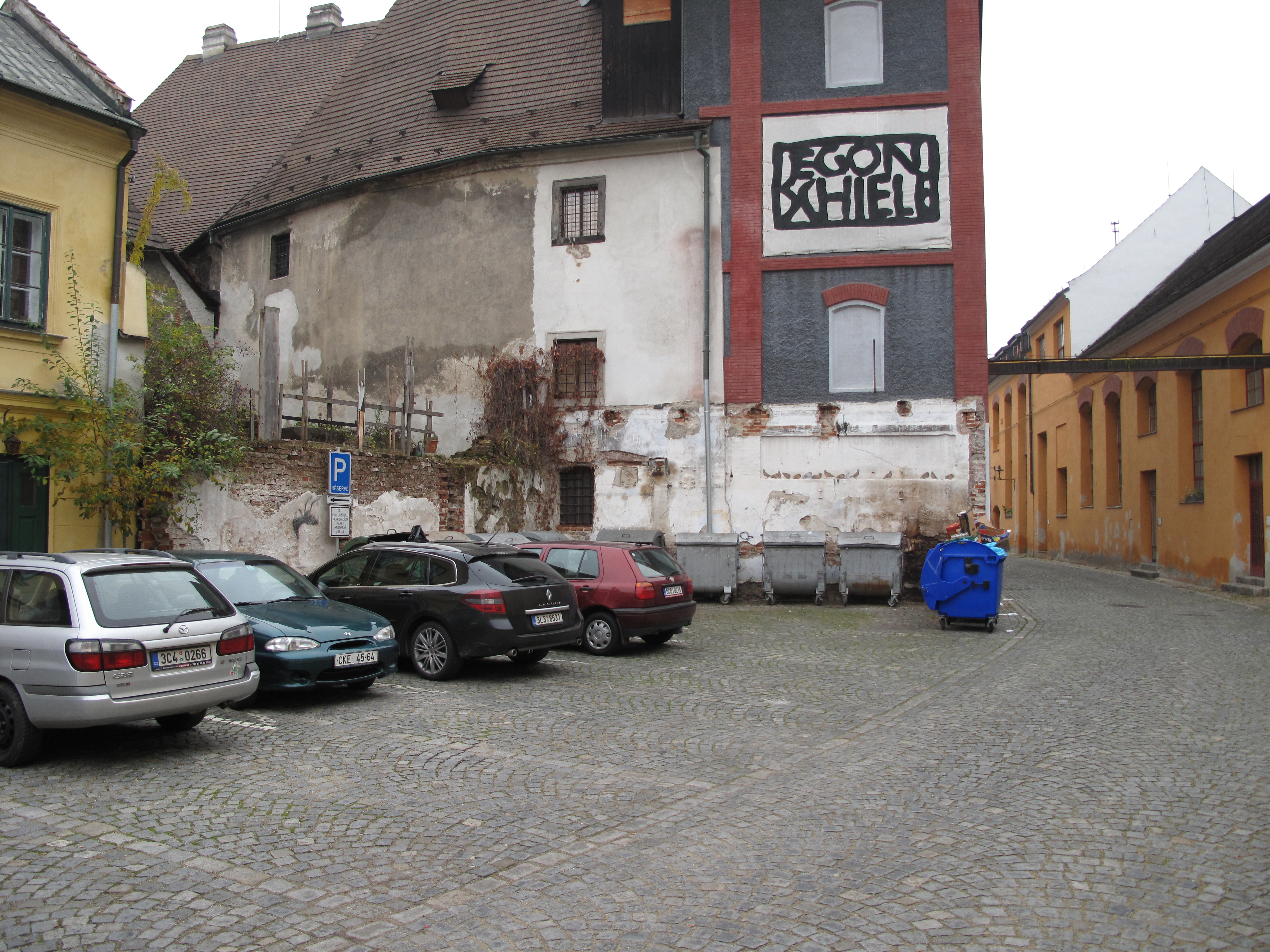
Gebäuderückfront
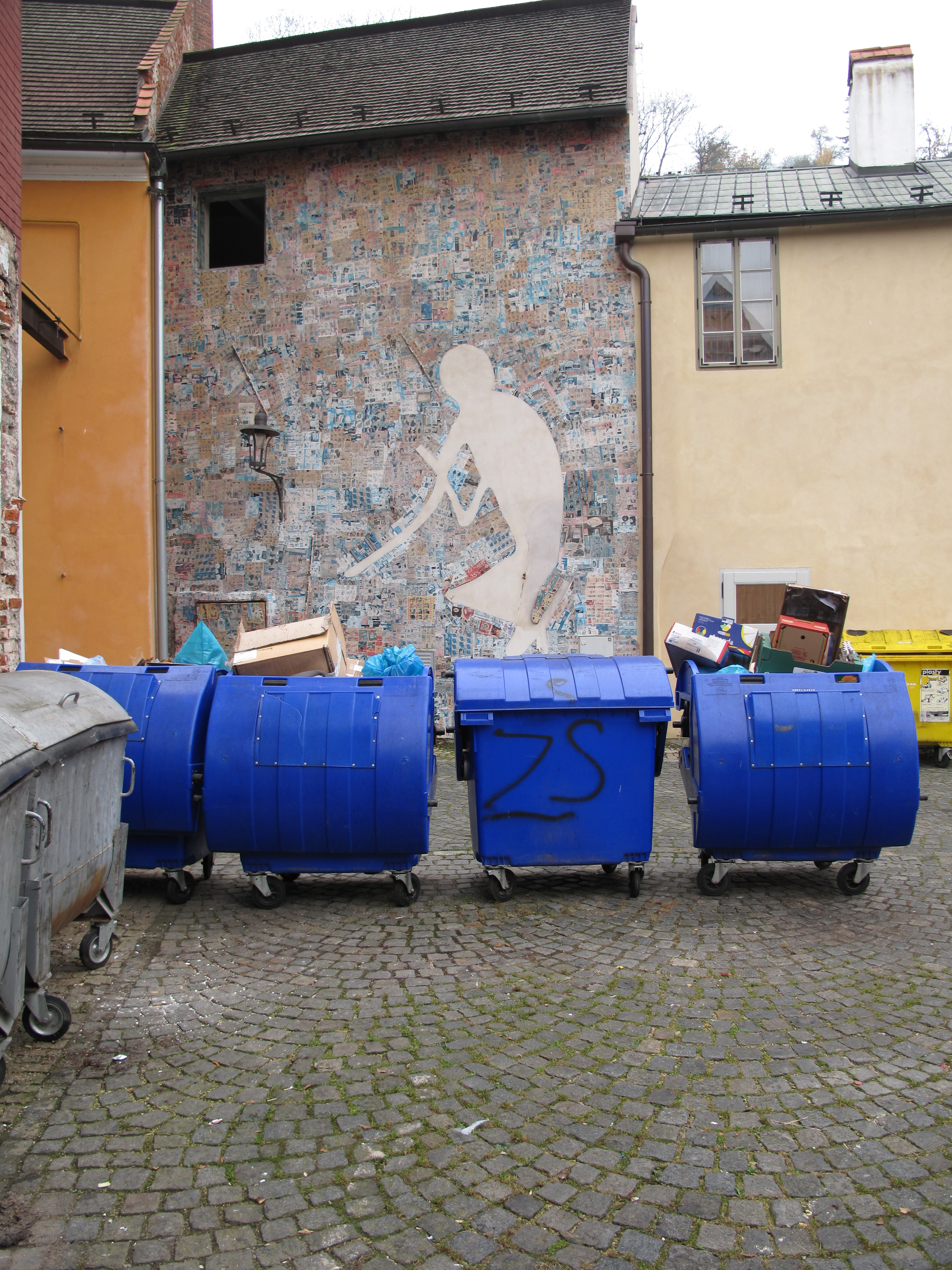
Fassadenbild
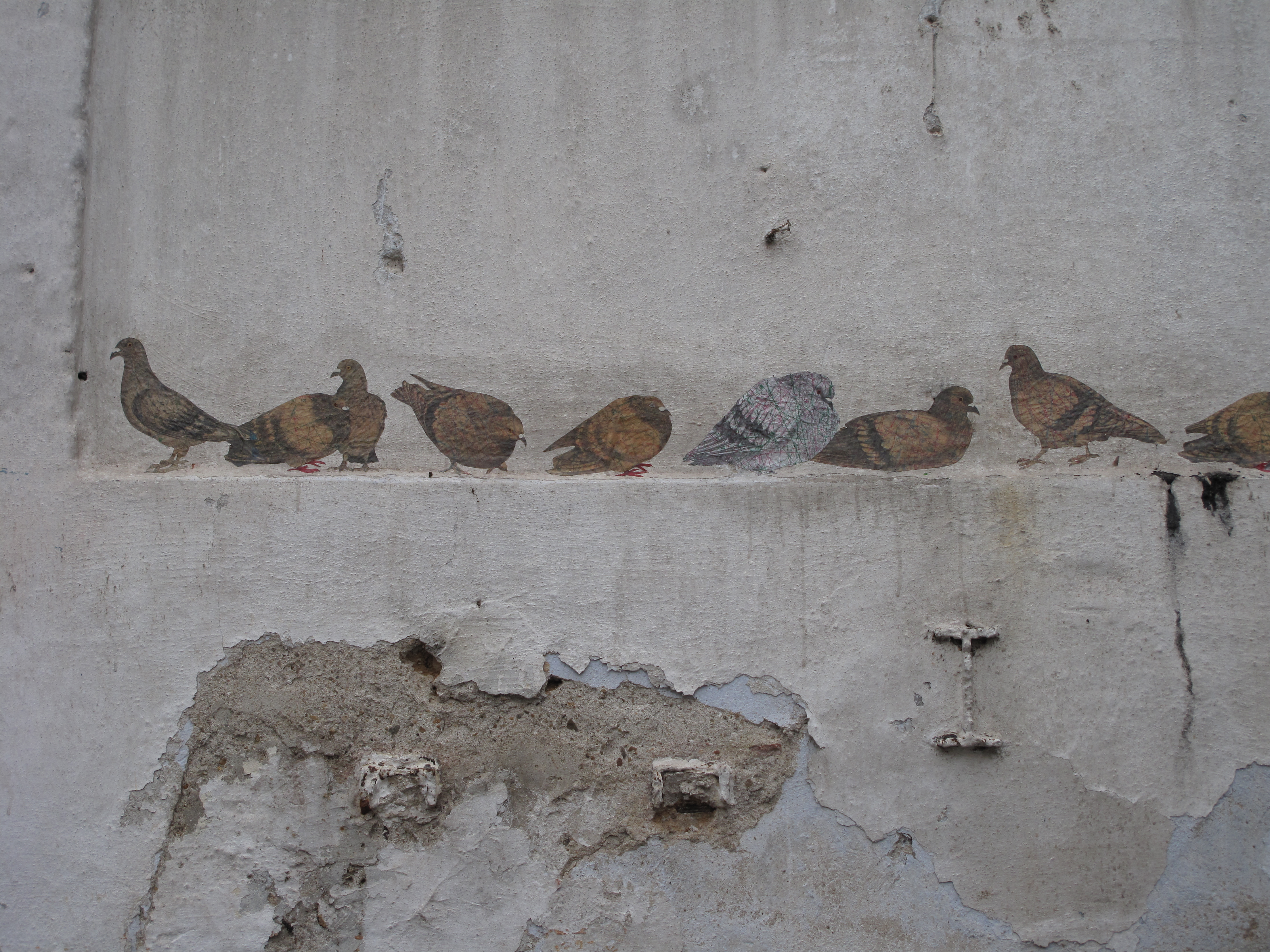
Gemalte Tauben
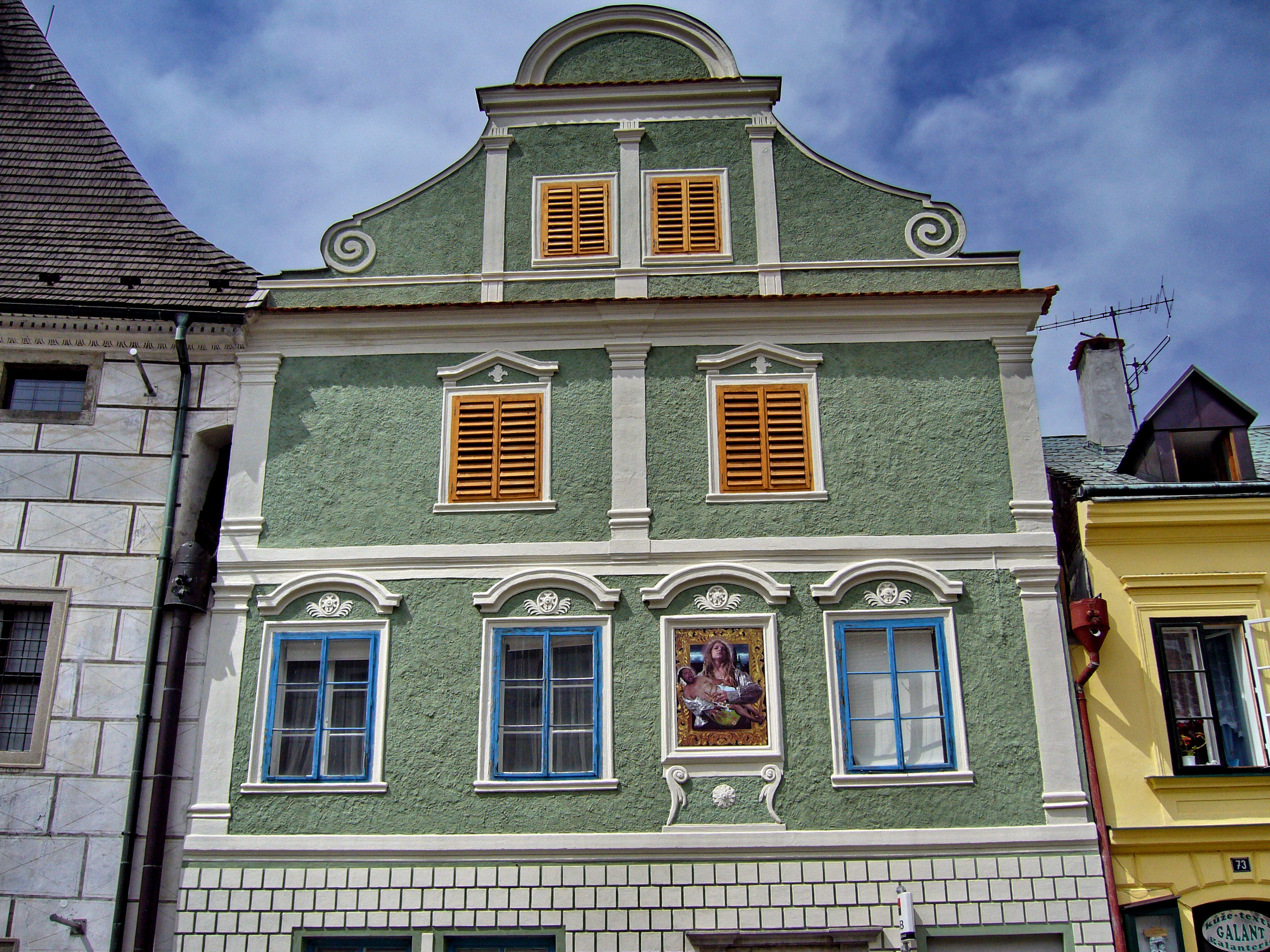
Široká 72: 2007
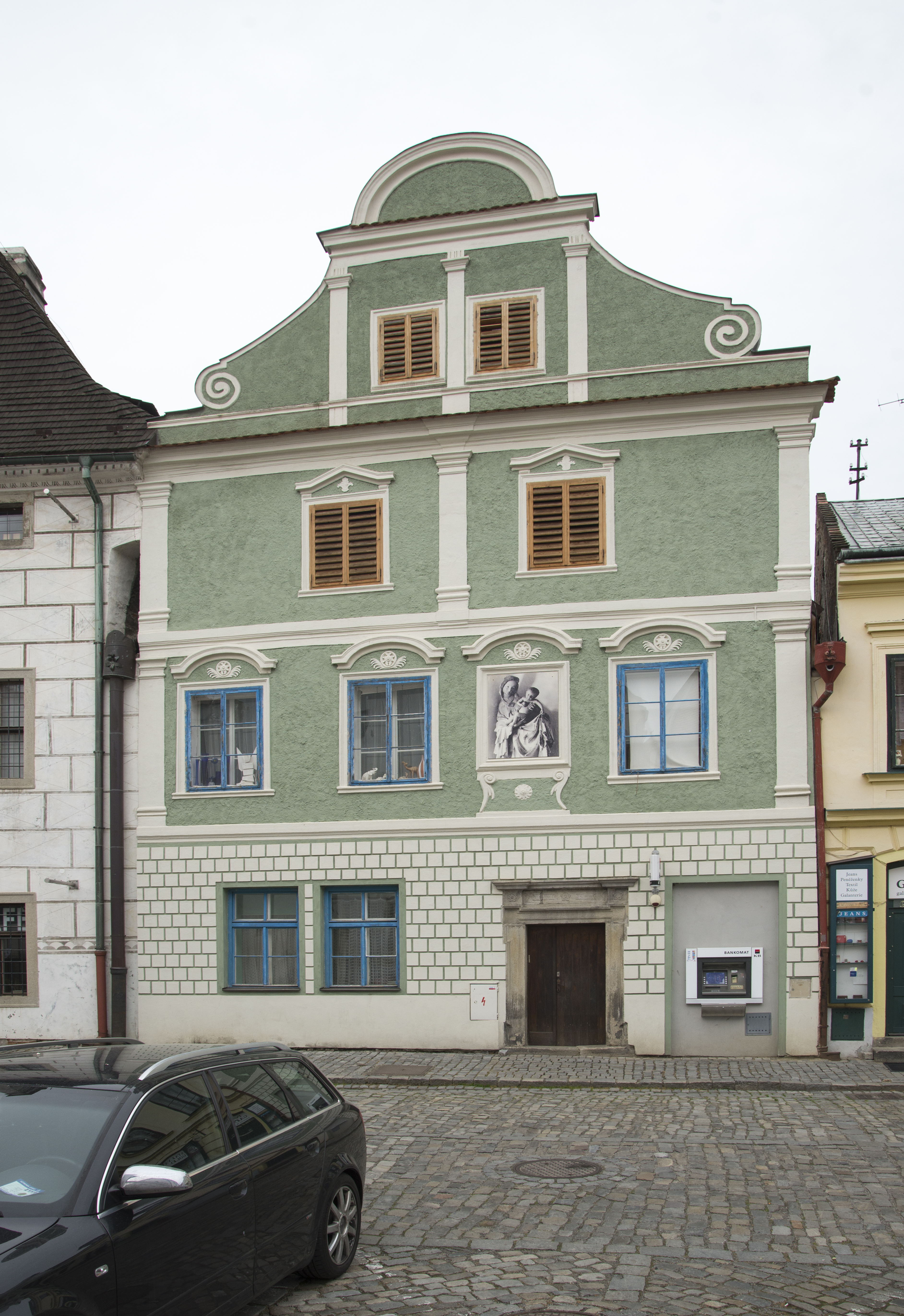
2015
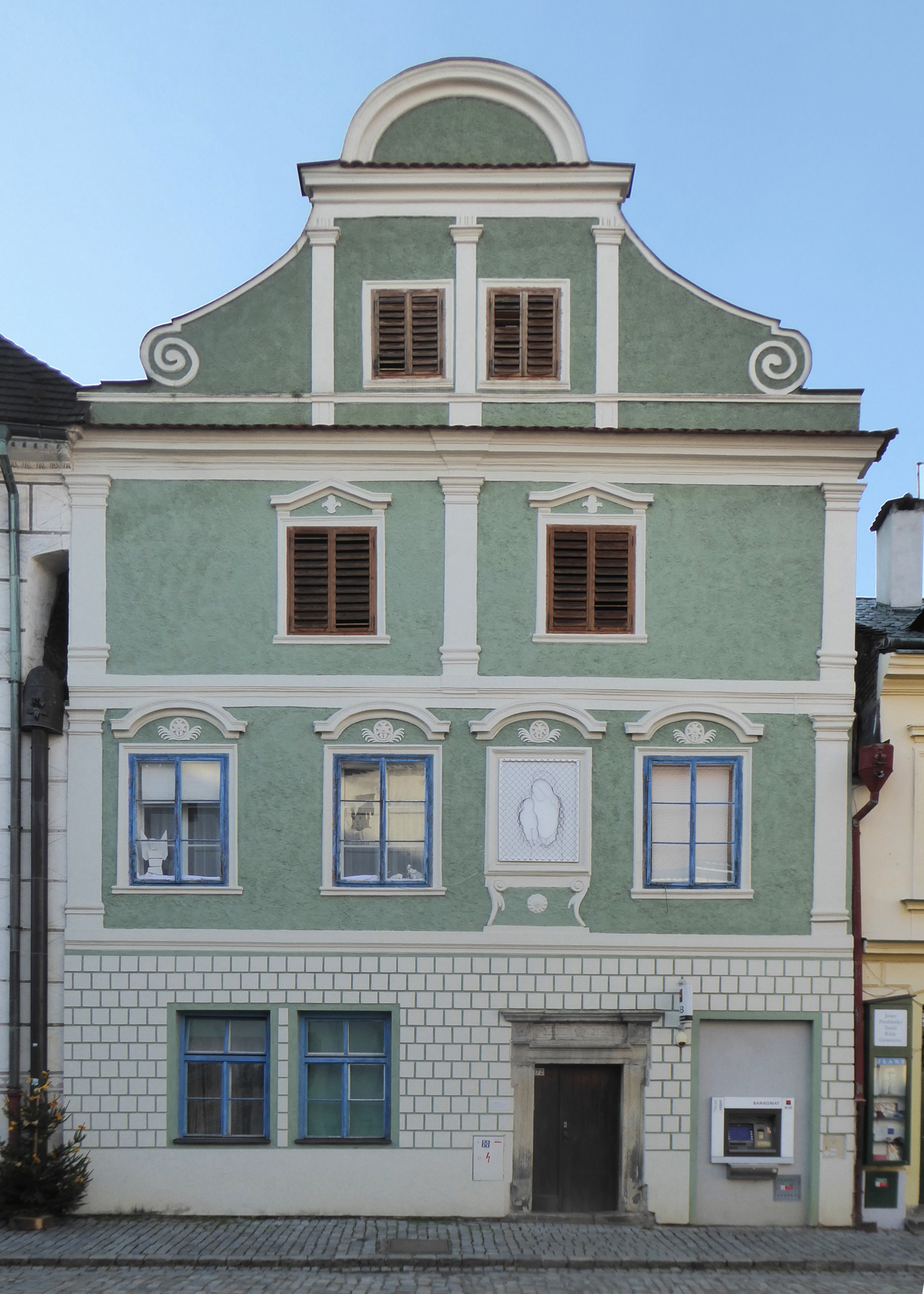
2017

Stipendiaten-Ateliers

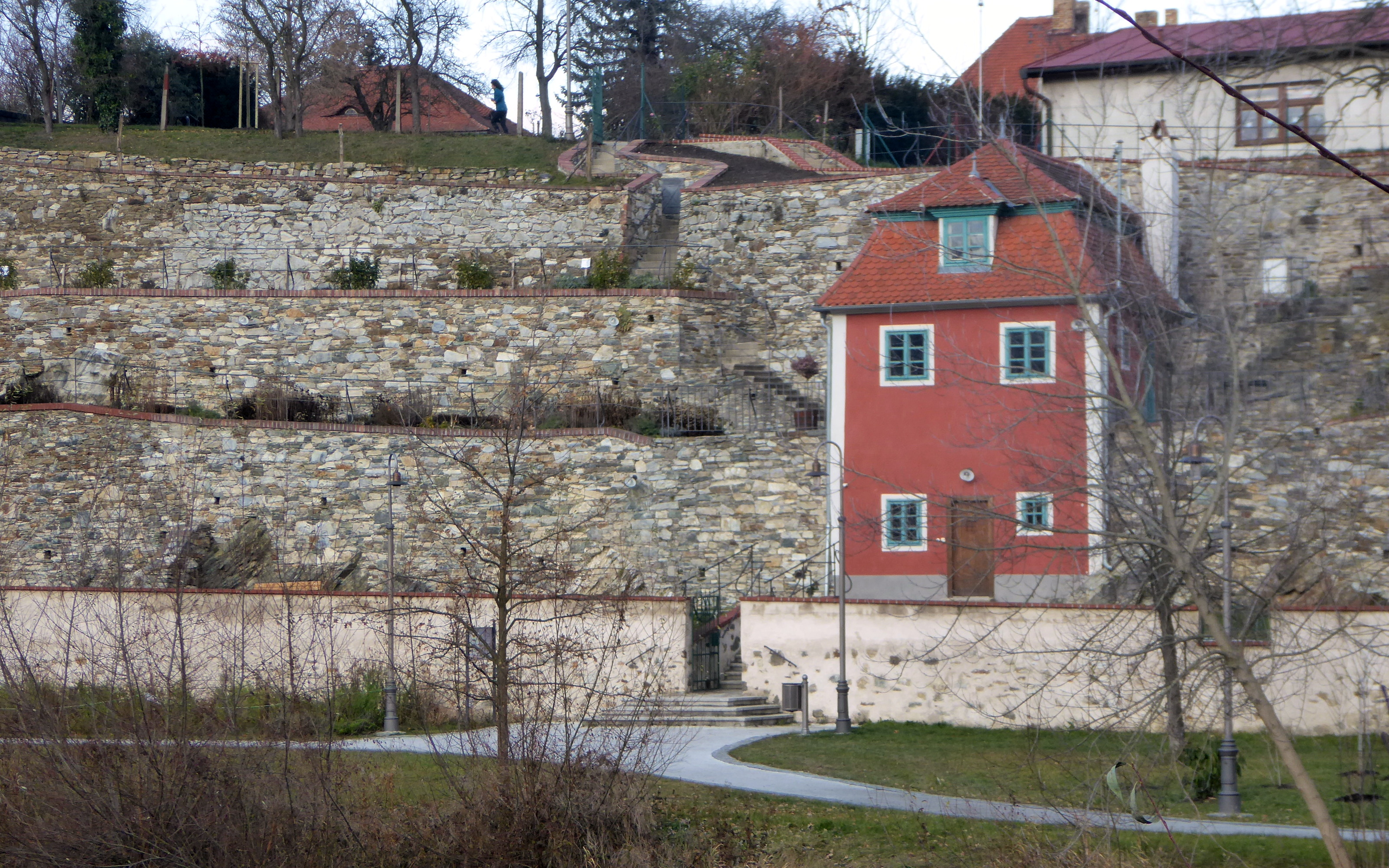
Egon Schieles Gartenatelier
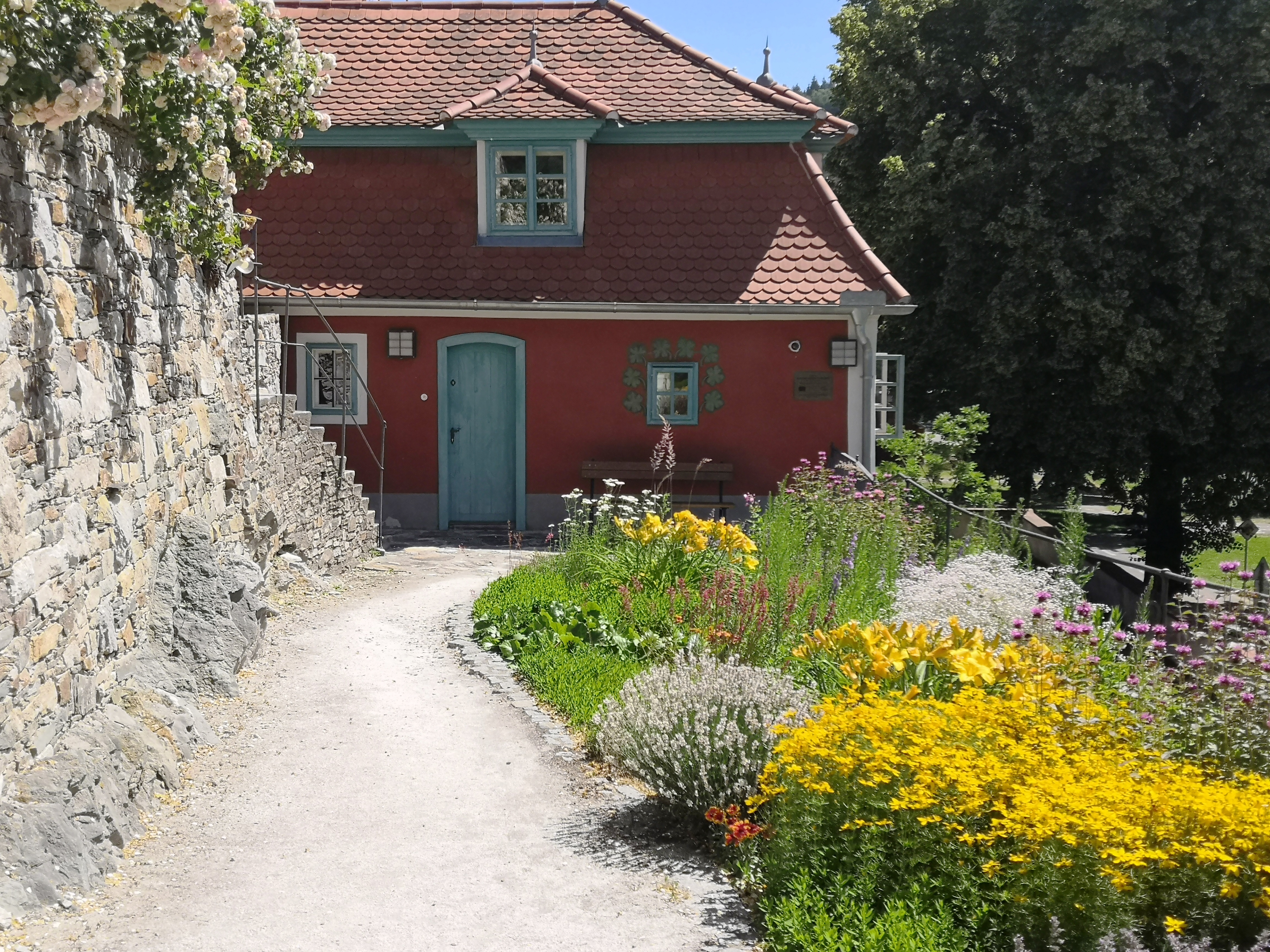
In der Linecká 343

Zur Förderung des kulturellen Austauschs wurde bis 2009 ein Teil des Museumskomplexes zu Stipendiaten-Ateliers ausgebaut, die von internationalen Organisationen für zehn Jahre gemietet werden können. Sie werden bzw. wurden unter anderem finanziert durch das Kulturministerium der Tschechischen Republik, das Land Südböhmen, das Österreichische Kulturministerium, die Landeskulturdirektion des Bundeslandes Oberösterreich und das Hessische Ministerium für Wissenschaft und Kunst (Moldau-Stipendium von 1998 bis 2010). Die Stadt Krumau stellte neben finanzieller Unterstützung auch den Gebäudekomplex zur Verfügung. Die Vergabe der Stipendien erfolgt durch die Institutionen der jeweiligen Länder. Regelmäßig nutzen bzw. nutzten hauptsächlich Stipendiaten aus Österreich (seit 1995), Deutschland (1997 bis 2011), Ungarn (1998 bis 2014), Oberösterreich (seit 1999) und Taiwan (seit 2004) Ateliers. Nach der Renovierung von Schieles Gartenatelier durch den Krumauer Entwicklungsfonds (Českokrumlovský rozvojový fond (ČKRF)) werden die Wohn- und Atelierräume in dem vom Art Centrum gemieteten Gebäude in der Linecká 343 ebenfalls zur Unterbringung von Stipendiaten genutzt.